# Sorkhānlū (ort)
Sorkhānlū (persiska: سرخانلو) är en ort i Iran.   Den ligger i provinsen Ardabil, i den nordvästra delen av landet, 400 km nordväst om huvudstaden Teheran. Sorkhānlū ligger 1 518 meter över havet och antalet invånare är 215.
Terrängen runt Sorkhānlū är platt åt sydväst, men åt nordost är den kuperad. Runt Sorkhānlū är det ganska tätbefolkat, med 139 invånare per kvadratkilometer. Närmaste större samhälle är Mejandeh, 16,4 km sydväst om Sorkhānlū. Trakten runt Sorkhānlū består i huvudsak av gräsmarker.